# Carovilli
Carovilli est une commune italienne de la province d'Isernia, dans la région Molise.

## Administration
| Période                                  | Période | Identité | Étiquette | Qualité |
| ---------------------------------------- | ------- | -------- | --------- | ------- |
|                                          |         |          |           |         |
| Les données manquantes sont à compléter. |         |          |           |         |

### Hameaux
Briccioso, Castiglione, Cerrosavino, Fontecurelli, Pescorvaro

### Communes limitrophes
Agnone, Miranda, Pescolanciano, Roccasicura, Vastogirardi.